# Frederick Lee, Baron Lee of Newton
Frederick Lee, Baron Lee of Newton (* 3. August 1906; † 4. Februar 1984) war ein britischer Gewerkschaftsfunktionär und Politiker der Labour Party, der 29 Jahre lang Abgeordneter des House of Commons war, während der ersten Regierung von Premierminister Harold Wilson mehrere Ministerposten bekleidete und 1974 als Life Peer aufgrund des Life Peerages Act 1958 Mitglied des House of Lords wurde. 

## Leben

### Unterhausabgeordneter und Juniorminister
Lee absolvierte nach dem Schulbesuch eine Ausbildung an der Langworthy Road School of Engineering und war später Vorsitzender des Betriebsrates beim Elektrounternehmen Metropolitan-Vickers in Manchester. Daneben war er zwischen 1944 und 1945 Vorsitzender des Nationalkomitees der Gewerkschaft AEU (Amalgamated Engineering Union) sowie Mitglied des Stadtrates von Salford (Salford City Council).
Er wurde als Kandidat der Labour Party bei den Unterhauswahlen vom 5. Juli 1945 im Wahlkreis Manchester Hulme erstmals zum Abgeordneten in das House of Commons gewählt und vertrat diesen Wahlkreis bis zu dessen Auflösung bei den Unterhauswahlen am 23. Februar 1950. Bei seiner ersten Wahl konnte er sich deutlich mit 12.034 Stimmen gegen den Kandidaten der Conservative Party, J.C. Currie, durchsetzen, der lediglich auf 9600 Wählerstimmen kam. Während dieser Zeit war er zwischen 1948 und 1950 Parlamentarischer Privatsekretär (Parliamentary Private Secretary) von Schatzkanzler (Chancellor of the Exchequer) Richard Stafford Cripps. 
Bei den Unterhauswahlen vom 23. Februar 1950 kandidierte er dann als Nachfolger seines nicht mehr angetretenen Parteifreundes Robert Young im Wahlkreis Newton und konnte sich mit 31.832 Stimmen (59,1 Prozent) deutlich gegenüber seinem Herausforderer K. Lewis von den konservativen Tories behaupten, der auf 22.068 Wählerstimmen (40,1 Prozent) kam. Lee vertrat den Wahlkreis bis zu seinem Verzicht auf eine weitere Kandidatur bei den Wahlen am 28. Februar 1974 im House of Commons und wurde bei den zwischenzeitlichen Wahlen jeweils mit absoluter Mehrheit als Wahlkreisinhaber bestätigt. Nach der Wahl 1950 wurde er von Premierminister Clement Attlee zum Parlamentarischen Sekretär im Ministerium für Arbeit und Nationale Dienste (Parliamentary Secretary to the Ministry of Labour and National Service) ernannt und war in dieser Funktion bis zum Ende der Amtszeit Attlees nach der Wahlniederlage bei den Unterhauswahlen am 25. Oktober 1951 einer der engsten Mitarbeiter der damaligen Minister für Arbeit und Nationale Dienste George Isaacs, Aneurin Bevan und Alfred Robens.
1961 besuchte er die Leipziger Herbstmesse mit einer Delegation von Abgeordneten der Labour-Party, die neben ihm aus Leslie Plummer, Barbara Castle, Albert Oram und Arthur Lewis bestand. Die Delegation führte dabei Gespräche mit Vize-Außenminister Johannes König und Handelsminister Heinrich Rau über die Handelsbeziehungen zur DDR.

### Minister und Oberhausmitglied
Nach dem Wahlsieg der Labour Party bei den Unterhauswahlen vom 15. Oktober 1964 wurde Lee von Premierminister Harold Wilson am 18. Oktober 1964 zum Energieminister (Minister of Power) in dessen erste Regierung berufen. Zugleich wurde er zum Privy Councillor ernannt. In dieser Funktion legte er mit The Second Nuclear Programme 1964 ein Weißbuch der Regierung zur Energiepolitik vor, das den Bau von neuen Kraftwerken mit einer Kapazität von 5000 Megawatt in den Jahren 1970 bis 1976 vorsah. Damit begann die Ära des Kernreaktortyps Advanced Gas-cooled Reactor (AGR), nachdem andere Entwürfe abgelehnt wurden. Im Unterhaus bezeichnete er in einer Debatte am 25. Mai 1965 dies mit den Worten: „Wir haben diesmal den Hauptgewinn gemacht - wir haben den größten Durchbruch aller Zeiten“ (‚We have won the jackpot this time – we have the greatest breakthrough of all times.‘)
Als Energieminister legte er darüber hinaus einen Gesetzentwurf zur Verstaatlichung der Stahlindustrie vor, der letztlich 1967 zur Gründung des aus dreizehn Privatfirmen bestehenden Staatsunternehmens British Steel führte. In einer Rede dazu führte er aus: 
„Die Stahlbarone selbst haben nichts unternommen, um die britische Stahlindustrie wettbewerbsfähig zu halten mit den großen Stahlindustrien in Japan, den USA oder in Europa. Die Stahlarbeiter haben versäumt das zu erreichen, was grundlegende für die britische Öffentlichkeit ist. Es gibt keine Alternative als es jetzt zu übernehmen und es zu einem Instrument unserer eigenen Wirtschaft zu machen. Keine Regierung, weder der Conservative Party, noch der Labour Party, kann die Wirtschaft organisieren, so lange Stahl eine Spielsache von Zockern an den Börsen ist. Man kann keine moderne Stahlindustrie bekommen, so lange man eine Mehrheit von konkurrierenden kleinen Stahlfirmen hat, von denen keine den Versuch unternommen hat, die Industrie zu organisieren.“
Im Rahmen einer Kabinettsumbildung nach den Unterhauswahlen vom 31. März 1966 wurde er am 6. April 1966 als Nachfolger von Frank Pakenham, 7. Earl of Longford zum Kolonialminister (Secretary of State for the Colonies) ernannt, während Richard Marsh neuer Energieminister wurde. Als Kolonialminister legte er am 2. August 1966 den Grundstein für das Malapoa College auf Vanuatu. Im Oktober 1966 stattete er Gibraltar einen Arbeitsbesuch ab, bei dem 600.000 Pfund Sterling für Entwicklungsprojekte zugesagz wurden.
Als es am 1. August 1966 zu einem Neuzuschnitt der ministeriellen Zuständigkeiten kam, und das bisherige Kolonialministerium im Ministerium für Angelegenheiten des Commonwealth of Nations aufging, wurde Herbert Bowden erster Minister in diesem Ressort (Secretary of State for Commonwealth Affairs), während Lee als letzter Kolonialminister zunächst aus der Regierung ausschied.
Erst am 7. Januar 1967 übernahm er von George Thomson die – eher bedeutungslosere – Funktion als Kanzler des Herzogtums Lancaster (Chancellor of the Duchy of Lancaster) und war damit aber bis zu seiner Ablösung durch George Thomson am 6. Oktober 1969 nicht wieder Kabinettsmitglied.
Nach seinem Ausscheiden aus dem House of Commons wurde Lee am 1. Juli 1974 als Life Peer mit dem Titel Baron Lee of Newton, of Newton in Merseyside, in den Adelsstand berufen und gehörte bis zu seinem Tod dem House of Lords als Mitglied an.